# فرودگاه نلسون (بریتیش کلمبیا)
فرودگاه نلسون (بریتیش کلمبیا) (به انگلیسی: Nelson Airport (British Columbia)) یک فرودگاه همگانی است که یک باند فرود آسفالت دارد و طول باند آن ۹۴۵ متر است. این فرودگاه در شهر نلسون، بریتیش کلمبیا کشور کانادا قرار دارد و در ارتفاع ۵۳۵ متری از سطح دریا واقع شده‌است.